# Jean-Marc Furlan
Jean-Marc Furlan (Sainte-Foy-la-Grande, 20 oktober 1957) is een Frans voetbalcoach en voormalig voetballer die speelde als verdediger.

## Carrière
Furlan maakte zijn profdebuut voor Girondins Bordeaux waar hij bleef spelen tot in 1978, toen hij naar Montpellier HSC trok. Na één seizoen vertrekt hij weer nu naar Stade Lavallois waar hij ook maar één seizoen blijft. 
Hij speelde achtereenvolgens nog voor Olympique Lyon, Tours FC, SC Bastia, Montpellier HSC, RC Lens en AS Libourne.
Na zijn carrière als speler ging hij aan de slag met de jeugd van Libourne-Saint-Seurin waar hij ook zeven seizoenen coach van het eerste team waren. In 2004 ging hij aan de slag bij Troyes AC, in 2007 stapte hij over naar RC Strasbourg. Daar vertrok hij weer in 2009 en ging aan de slag bij FC Nantes waar hij maar één seizoen coach was en in 2010 ging hij aan de slag bij Troyes AC. Van 2016 tot 2019 was hij coach bij Stade Brestois, in 2019 ging hij aan de slag bij AJ Auxerre.